# Niobrara Valley Preserve

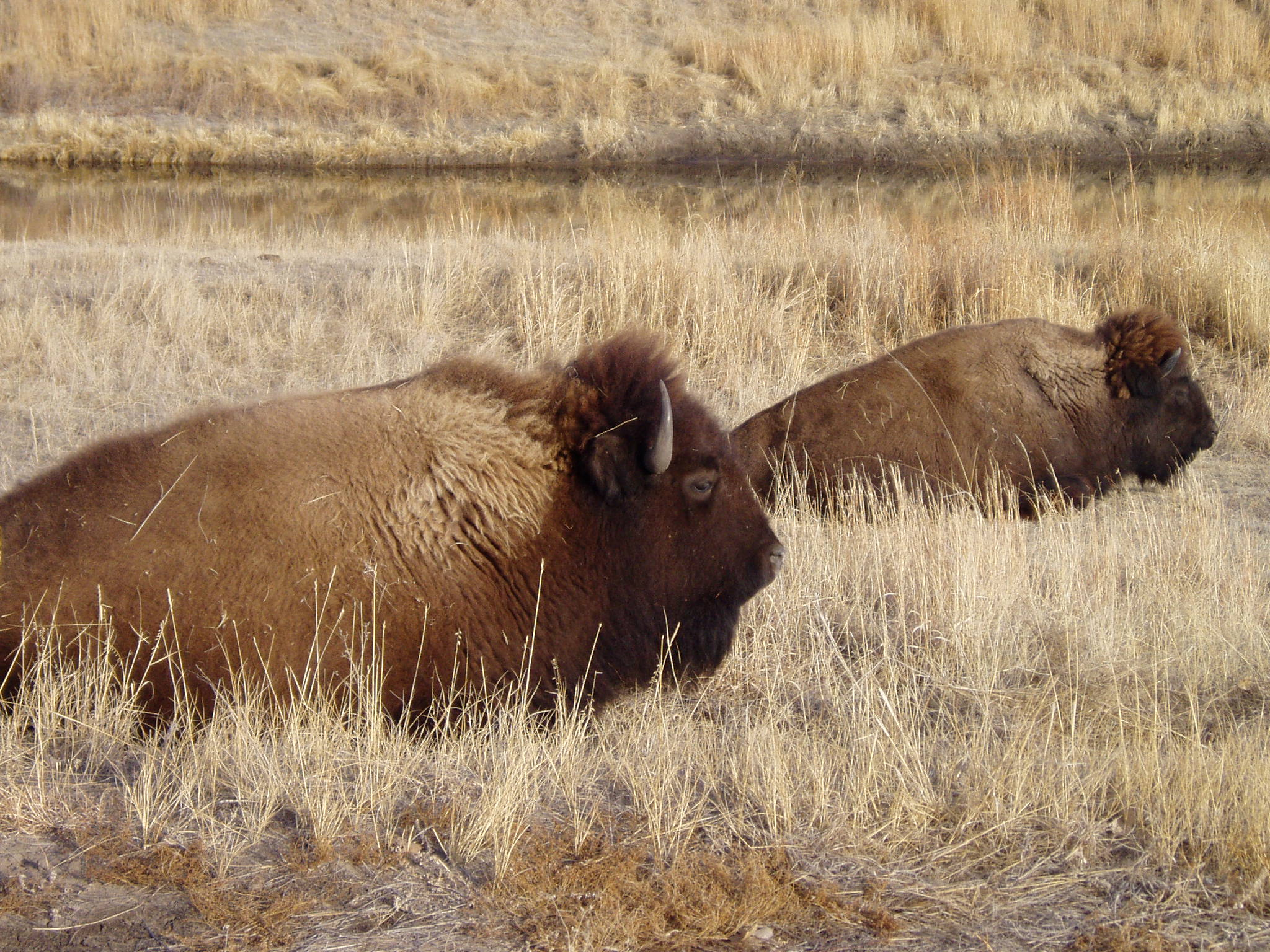
Bisonkühe im Niobrara Valley Preserve

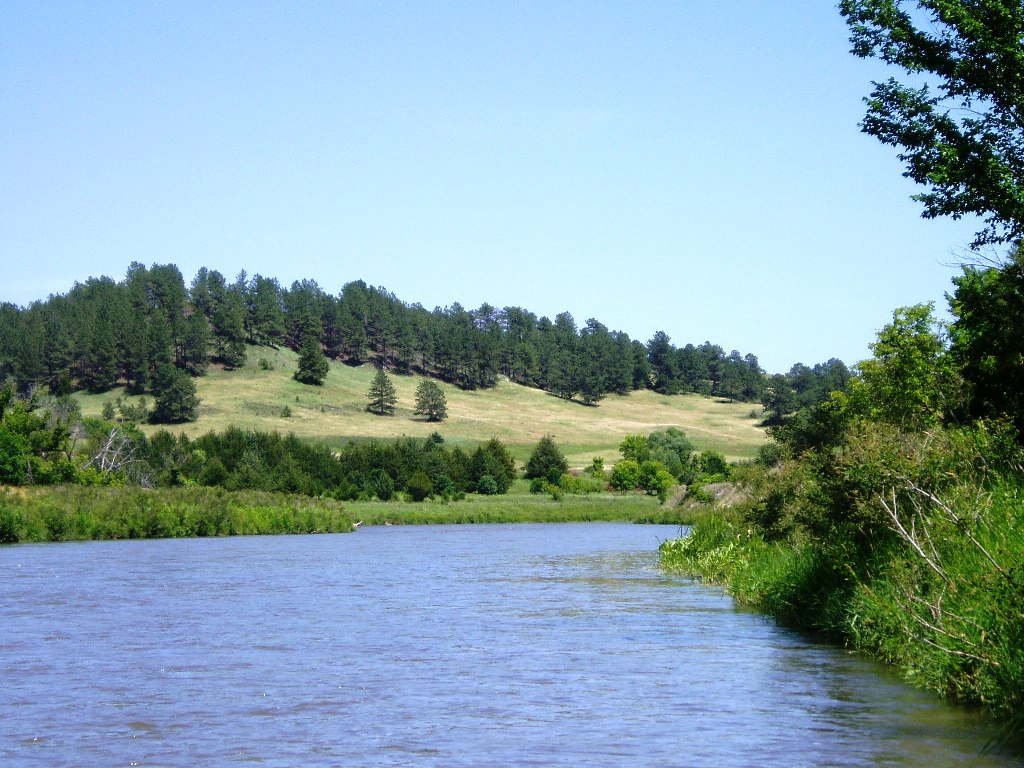
Flusstal im Niobrara Valley Preserve

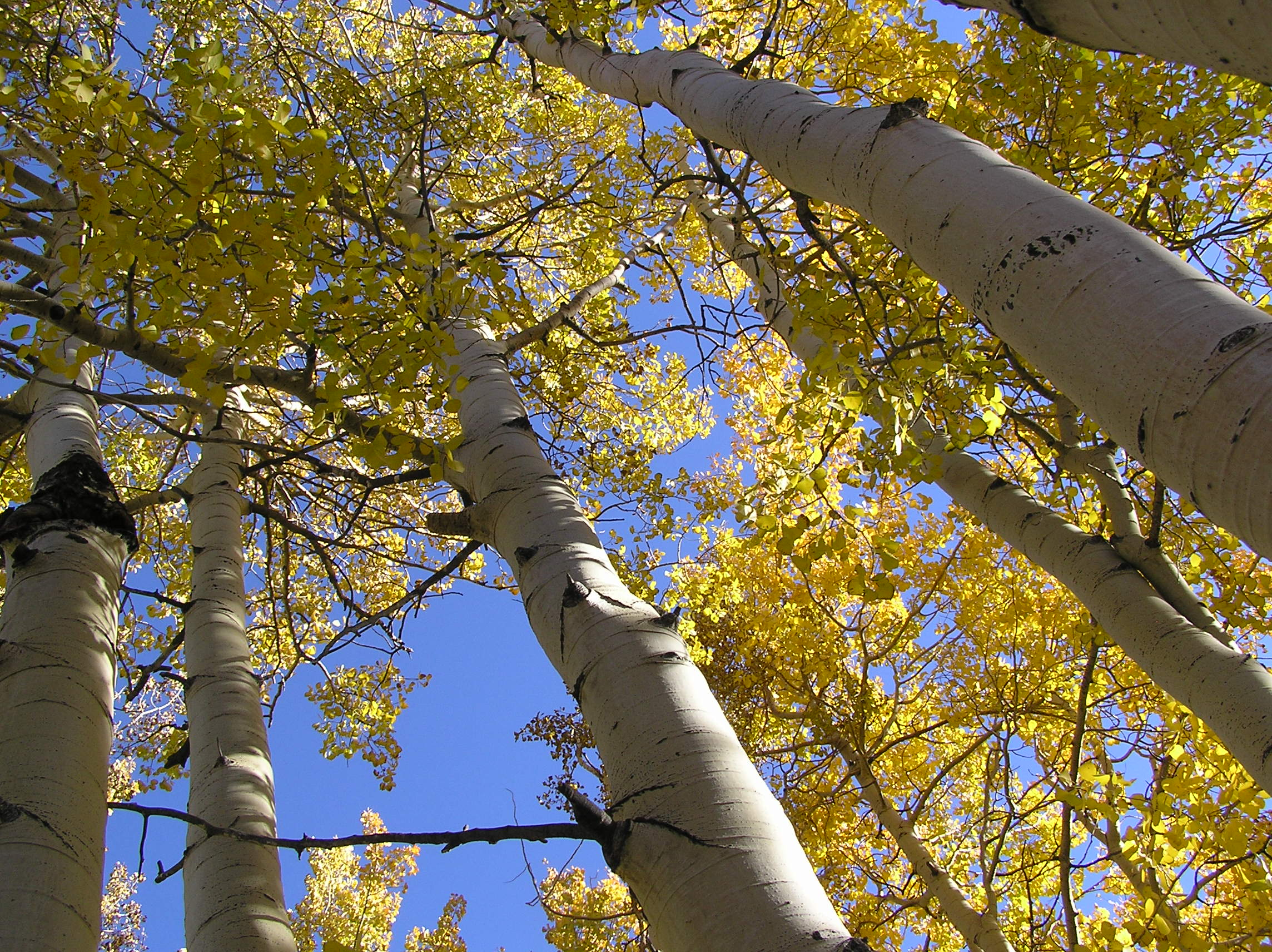
Das Niobrara Valley Preserve ist die einzige Region Nebraskas, wo die Amerikanische Zitterpappel vorkommt

Das Niobrara Valley Preserve ist ein 226 Quadratkilometer großes Naturschutzgebiet, das im Gebiet des Brown und Keya Paha County im US-amerikanischen Bundesstaat Nebraska liegt. Das Naturschutzgebiet umfasst eine der typischen Flussregionen der Great Plains und gehört heute der gemeinnützigen Naturschutzorganisation The Nature Conservancy.

## Geschichte
Vor der Besiedlung durch Europäer grasten im Flusstal des Niobrara Rivers große Bisonherden. Im 19. Jahrhundert siedelten in Teilen des Gebiets Poncas, das übrige Gebiet wurde von Lakotas und anderen nomadischen Sioux-Stämmen als Jagdgebiet genutzt.
Europäische Siedler ließen sich ab 1870 in der Region nieder. Das Niobrara Tal erwies sich jedoch für Landwirtschaft wenig geeignet, weswegen die meisten Farmen wieder aufgegeben wurden und das Gebiet nur als Weideland für Kühe genutzt wurde. Mit der weitgehenden Aufgabe landwirtschaftlichen Anbaus ging auch die Bevölkerungszahl in den beiden Counties Brown und Keya Paha stark zurück. 1980 erwarb dann die Nature Conservancy das Gebiet. Es befindet sich im Bereich des 76 Meilen langen Niobrara National Scenic River, der vom National Park Service betreut wird.

## Merkmale
Das Niobrara Valley Preserve ist heute eines der größten Gebiete der Great Plains, die unter Naturschutz stehen. Zum Gebiet gehören 40 Kilometer des südlichen Ufers des Niobrara River und 14 Kilometer des nördlichen Ufers. Die einzigartigen Sandhills grenzen am südlichen Flussufer an das Naturschutzgebiet.
Die Besonderheit des Naturschutzgebiets liegt darin, dass hier mehrere ökologische Systeme aneinandergrenzen. So trifft hier beispielsweise der Mischwald, wie er für den Osten Nordamerikas typisch ist, auf den für den Westen Nordamerikas charakteristischen Mischwald. Entsprechend sind in dem Naturschutzgebiet 581 verschiedene Gefäßpflanzen, 213 Vogelarten, 86 Moose, 80 Flechtenarten und 85 Tagfalterarten zu finden. Für die Ponderosa-Kiefer stellt das Niobrara Valley Preserve das östlichste natürliche Verbreitungsgebiet dar. Die Amerikanische Zitterpappel hat hier ihr einziges Vorkommen in Nebraska und die Papier-Birke ist normalerweise nur weiter nördlich zu finden.
1985 wurden durch die Nature Conservancy wieder Bisons im Naturschutzgebiet eingeführt, nachdem sie in dieser Region mehr als 100 Jahre lang nicht mehr vorgekommen waren. Mehr als 500 Bisons grasen nun in zwei Teilregionen des Naturschutzgebiets. Daneben werden hier rund 2000 Rinder auf Land geweidet, das die Nature Conservancy an Landwirte verpachtet hat. Beweidung und gezieltes Abbrennen durch kontrollierte Feuer soll die offene Landschaft erhalten, wie sie für die Great Plains typisch ist.